# 亚丝明·法鲁克
亚丝明·法鲁克（英語：Yasmin Farooq，1965年11月25日—），美国女子赛艇运动员。她曾代表美国参加世界赛艇锦标赛，获得一枚金牌和三枚银牌。她也曾参加1992年和1996年夏季奥林匹克运动会。